# Dyskografia Atreyu
To jest dyskografia metalcore'owej grupy muzycznej Atreyu. Zespół ten wydał pięć albumów studyjnych, trzy EP, i jedną kompilację.

## Albumy
| 2002                           | Suicide Notes and Butterfly Kisses - Data: 4 czerwca 2002 - Wydawca: Victory Records | –  | – | 30 | 37 | –  | –   |
| 2004                           | The Curse - Data: 29 czerwca 2004 - Wydawca: Victory Records                         | 32 | – | 1  | –  | –  | –   |
| 2006                           | A Death-Grip on Yesterday - Data: 28 marca 2006 - Wydawca: Victory Records           | 9  | – | 1  | –  | 49 | 92  |
| 2007                           | Lead Sails Paper Anchor - Data: 28 sierpnia 2007 - Wydawca: Hollywood Records        | 8  | 1 | –  | –  | 38 | 61  |
| 2009                           | Congregation of the Damned - Data: 27 października 2009 - Wydawca: Hollywood Records | 18 | 8 | —  | —  | 39 | 116 |
| "–" pozycja nie była notowana. |                                                                                      |    |   |    |    |    |     |

## EP
| Rok  | Album                                                                                                  |
| ---- | --- |
| 1999 | Visions - Data: 1999 - Wydawca: Die Trying Records                                                     |
| 2001 | Fractures in the Facade of Your Porcelain Beauty - Data: 20 listopada 2001 - Wydawca: Tribunal Records |

## Kompilacje
| Rok  | Album                                                                     | Pozycja na liście | Pozycja na liście |
| Rok  | Album                                                                     | US                | US Indie          |
| ---- | ------------------------------------------------------------------------- | ----------------- | ----------------- |
| 2007 | The Best Of... Atreyu - Data: 23 stycznia 2007 - Wydawca: Victory Records | 103               | 6                 |

## Single
| 2002                           | "Ain't Love Grand"      | –   | –  | –  | Suicide Notes and Butterfly Kisses |
| 2003                           | "Lip Gloss and Black"   | –   | –  | –  | Suicide Notes and Butterfly Kisses |
| 2004                           | "Bleeding Mascara"      | –   | –  | –  | The Curse                          |
| 2004                           | "Right Side of the Bed" | –   | –  | –  | The Curse                          |
| 2005                           | "The Crimson"           | –   | –  | –  | The Curse                          |
| 2006                           | "Her Portrait in Black" | –   | –  | –  | Underworld: Evolution soundtrack   |
| 2006                           | "Ex's and Oh's"         | –   | 25 | –  | A Death-Grip on Yesterday          |
| 2006                           | "The Theft"             | –   | –  | –  | A Death-Grip on Yesterday          |
| 2007                           | "Shameful"              | –   | –  | –  | A Death-Grip on Yesterday          |
| 2007                           | "Becoming the Bull"     | 119 | 5  | 11 | Lead Sails Paper Anchor            |
| 2007                           | "Doomsday"              | –   | –  | –  | Lead Sails Paper Anchor            |
| 2008                           | "Falling Down"          | 115 | 5  | 3  | Lead Sails Paper Anchor            |
| 2008                           | "Slow Burn"             | –   | 16 | 16 | Lead Sails Paper Anchor            |
| 2009                           | "Storm to Pass"         | –   | 20 | 40 | Congregation of the Damned         |
| 2010                           | "Lonely"                | –   | –  | –  | Congregation of the Damned         |
| 2010                           | "Gallows"               | –   | –  | –  | Congregation of the Damned         |
| "–" pozycja nie była notowana. |                         |     |    |    |                                    |

## Teledyski
| Rok  | Tytuł                   | Reżyseria        | Album                              |
| ---- | ----------------------- | ---------------- | ---------------------------------- |
| 2002 | "Ain't Love Grand"      | Darren Doane     | Suicide Notes and Butterfly Kisses |
| 2003 | "Lip Gloss & Black"     | Sean Stiegmeier  | Suicide Notes and Butterfly Kisses |
| 2004 | "Right Side Of The Bed" | Scott Kalvert    | The Curse                          |
| 2005 | "The Crimson"           | Sean Stiegmeier  | The Curse                          |
| 2006 | "Her Portrait In Black" | Rob Schroeder    | Underworld: Evolution soundtrack   |
| 2006 | "Ex's and Oh's"         | Jay Martin       | A Death-Grip on Yesterday          |
| 2006 | "The Theft"             | Sean Stiegemeier | A Death-Grip on Yesterday          |
| 2007 | "Becoming The Bull"     | Kevin Kerslake   | Lead Sails Paper Anchor            |
| 2007 | "Doomsday"              |                  | Lead Sails Paper Anchor            |
| 2008 | "Falling Down"          | Sean Stiegemeier | Lead Sails Paper Anchor            |
| 2008 | "Blow"                  |                  | Lead Sails Paper Anchor            |
| 2009 | "Storm To Pass"         | Sean Stiegemeier | Congregation of the Damned         |
| 2010 | "Lonely"                | Sean Stiegemeier | Congregation of the Damned         |
| 2010 | "Gallows"               |                  | Congregation of the Damned         |